# FIFA-Interkontinental-Pokal 2024
Der FIFA-Interkontinental-Pokal 2024 war die erste Austragung dieses weltweiten Fußballwettbewerbs für Vereinsmannschaften. Das Turnier ersetzt die jährliche Version der FIFA-Klub-Weltmeisterschaft bis 2023, die ab 2025 in ein alle vier Jahre stattfindendes Turnier mit 32 Teilnehmern umgewandelt wurde. Sein Name leitet sich vom früheren Intercontinental Cup (Weltpokal) ab, der zuletzt 2004 zwischen Mannschaften der UEFA und der CONMEBOL ausgetragen wurde.

## Modus
Zunächst tritt der Gewinner aus Ozeanien gegen den Gewinner aus Afrika (jährlich mit Asien wechselnd) an, wobei das Heimrecht dem besser platzierten Klub aus dem FIFA-Klubranking zufällt. Der Sieger spielt danach gegen den verbleibenden Klub aus Asien oder Afrika; auch hier bestimmt sich das Heimrecht nach dem FIFA-Klubranking. Die folgenden Spiele finden jeweils im Dezember an einem vorher durch die FIFA festgelegten neutralen Ort statt. Als erstes spielen die Sieger aus Nord- und Südamerika einmal gegeneinander. Es folgt ein Spiel aus den Siegern der beiden vorherigen Partien um den Challenger-Pokal. Dessen Sieger wiederum tritt ein paar Tage später am selben Ort gegen den UEFA-Champions-League-Sieger an, der somit ein Freilos direkt ins Finale bekommt.

## Teilnehmer
Teilnehmer sind die Sieger der folgenden Wettbewerbe:
| al Ain Club |

| al Ahly SC |

| CF Pachuca |

| Botafogo FR |

| Auckland City FC |

| Real Madrid |

| al Ain Club |

| al Ahly SC |

| CF Pachuca |

| Botafogo FR |

| Auckland City FC |

| Real Madrid |

## Der Wettbewerb im Überblick
|  | Afrika-Asien-Pazifik-Pokal Play-off | Afrika-Asien-Pazifik-Pokal Play-off |                         |   | Afrika–Asien–Pazifik-Pokal Derby von Amerika | Afrika–Asien–Pazifik-Pokal Derby von Amerika |  |  | Challenger-Pokal | Challenger-Pokal |  |  | Finale | Finale |
|  |                                     |                                     |                         |   |                                              |                                              |  |  |                  |                  |  |  |        |        |
|  | 22. September 2024, Al-Ain          |                                     |                         |   |                                              |                                              |  |  |                  |                  |  |  |        |        |
|  |                                     |                                     |                         |   |                                              |                                              |  |  |                  |                  |  |  |        |        |
|  | al Ain Club                         | 6                                   |                         |   |                                              |                                              |  |  |                  |                  |  |  |        |        |
|  | al Ain Club                         | 6                                   | 29. Oktober 2024, Kairo |   |                                              |                                              |  |  |                  |                  |  |  |        |        |
|  | Auckland City FC                    | 2                                   |                         |   |                                              |                                              |  |  |                  |                  |  |  |        |        |
|  | Auckland City FC                    | 2                                   | al Ain Club             | 0 |                                              |                                              |  |  |                  |                  |  |  |        |        |
|  |                                     |                                     | al Ain Club             | 0 |                                              |                                              |  |  |                  |                  |  |  |        |        |
|  |                                     |                                     | al Ahly SC              | 3 |                                              |                                              |  |  |                  |                  |  |  |        |        |
|  |                                     |                                     | al Ahly SC              | 3 |                                              |                                              |  |  |                  |                  |  |  |        |        |
|  |                                     |                                     | 14. Dezember 2024, Doha |   |                                              |                                              |  |  |                  |                  |  |  |        |        |
|  |                                     |                                     |                         |   |                                              |                                              |  |  |                  |                  |  |  |        |        |
|  | al Ahly SC                          | 0 (5)                               |                         |   |                                              |                                              |  |  |                  |                  |  |  |        |        |
|  | al Ahly SC                          | 0 (5)                               |                         |   |                                              |                                              |  |  |                  |                  |  |  |        |        |
|  |                                     | CF Pachuca                          | 0 (6)E                  |   |                                              |                                              |  |  |                  |                  |  |  |        |        |
|  |                                     | CF Pachuca                          | 0 (6)E                  |   |                                              |                                              |  |  |                  |                  |  |  |        |        |
|  | 11. Dezember 2024, Doha             |                                     |                         |   |                                              |                                              |  |  |                  |                  |  |  |        |        |
|  |                                     |                                     |                         |   |                                              |                                              |  |  |                  |                  |  |  |        |        |
|  | Botafogo FR                         | 0                                   |                         |   |                                              |                                              |  |  |                  |                  |  |  |        |        |
|  | Botafogo FR                         | 0                                   |                         |   |                                              |                                              |  |  |                  |                  |  |  |        |        |
|  |                                     |                                     | CF Pachuca              | 3 |                                              |                                              |  |  |                  |                  |  |  |        |        |
|  |                                     |                                     | CF Pachuca              | 3 |                                              |                                              |  |  |                  |                  |  |  |        |        |
|  |                                     |                                     | 18. Dezember 2024, Doha |   |                                              |                                              |  |  |                  |                  |  |  |        |        |
|  |                                     |                                     |                         |   |                                              |                                              |  |  |                  |                  |  |  |        |        |
|  | Real Madrid                         | 3                                   |                         |   |                                              |                                              |  |  |                  |                  |  |  |        |        |
|  | Real Madrid                         | 3                                   |                         |   |                                              |                                              |  |  |                  |                  |  |  |        |        |
|  |                                     |                                     | CF Pachuca              | 0 |                                              |                                              |  |  |                  |                  |  |  |        |        |
|  |                                     |                                     | CF Pachuca              | 0 |                                              |                                              |  |  |                  |                  |  |  |        |        |
|  |                                     |                                     |                         |   |                                              |                                              |  |  |                  |                  |  |  |        |        |
|  |                                     |                                     |                         |   |                                              |                                              |  |  |                  |                  |  |  |        |        |
|  |                                     |                                     |                         |   |                                              |                                              |  |  |                  |                  |  |  |        |        |
|  |                                     |                                     |                         |   |                                              |                                              |  |  |                  |                  |  |  |        |        |
|  |                                     |                                     |                         |   |                                              |                                              |  |  |                  |                  |  |  |        |        |
|  |                                     |                                     |                         |   |                                              |                                              |  |  |                  |                  |  |  |        |        |
|  |                                     |                                     |                         |   |                                              |                                              |  |  |                  |                  |  |  |        |        |
|  |                                     |                                     |                         |   |                                              |                                              |  |  |                  |                  |  |  |        |        |
|  |                                     |                                     |                         |   |                                              |                                              |  |  |                  |                  |  |  |        |        |
|  |                                     |                                     |                         |   |                                              |                                              |  |  |                  |                  |  |  |        |        |
|  |                                     |                                     |                         |   |                                              |                                              |  |  |                  |                  |  |  |        |        |
|  |                                     |                                     |                         |   |                                              |                                              |  |  |                  |                  |  |  |        |        |
|  |                                     |                                     |                         |   |                                              |                                              |  |  |                  |                  |  |  |        |        |
|  |                                     |                                     |                         |   |                                              |                                              |  |  |                  |                  |  |  |        |        |
|  |                                     |                                     |                         |   |                                              |                                              |  |  |                  |                  |  |  |        |        |
|  |                                     |                                     |                         |   |                                              |                                              |  |  |                  |                  |  |  |        |        |
|  |                                     |                                     |                         |   |                                              |                                              |  |  |                  |                  |  |  |        |        |
|  |                                     |                                     |                         |   |                                              |                                              |  |  |                  |                  |  |  |        |        |
|  |                                     |                                     |                         |   |                                              |                                              |  |  |                  |                  |  |  |        |        |
|  |                                     |                                     |                         |   |                                              |                                              |  |  |                  |                  |  |  |        |        |
|  |                                     |                                     |                         |   |                                              |                                              |  |  |                  |                  |  |  |        |        |

| Spiel                               | Datum         | Ortszeit (MEZ)        | Stadion                     | Mannschaft 1 | Ergebnis              | Mannschaft 2     |
| ----------------------------------- | ------------- | --------------------- | --------------------------- | ------------ | --------------------- | ---------------- |
| Afrika–Asien–Pazifik-Pokal Play-off | 22. September | 20:00 Uhr (18:00 Uhr) | Hazza-Bin-Zayed-Stadion     | al Ain Club  | 6:2 (3:1)             | Auckland City FC |
| Afrika–Asien–Pazifik-Pokal          | 29. Oktober   | 19:00 Uhr (18:00 Uhr) | Kairo International Stadion | al Ahly SC   | 3:0 (1:0)             | al Ain Club      |
| Derby von Amerika                   | 11. Dezember  | 20:00 Uhr (18:00 Uhr) | Stadion 974                 | Botafogo FR  | 0:3 (0:0)             | CF Pachuca       |
| Challenger-Pokal                    | 14. Dezember  | 20:00 Uhr (18:00 Uhr) | Stadion 974                 | al Ahly SC   | 0:0 n. V. , 5:6 i. E. | CF Pachuca       |

### Finale
| Real Madrid                                                               | Real Madrid | CF Pachuca | CF Pachuca | Aufstellung                              |
| ------------------------------------------------------------------------- | --- | --- | ---------- | ---------------------------------------- |
| Real Madrid                                                               | \| 18. Dezember 2024 um 20:00 Uhr (18:00 Uhr MEZ) in Lusail (Lusail-Stadion) \| \| Ergebnis: 3:0 (1:0) \| \| Zuschauer: 67.249 \| \| Schiedsrichter: Jesús Valenzuela ( Venezuela) \| \| Spielbericht \| | \| 18. Dezember 2024 um 20:00 Uhr (18:00 Uhr MEZ) in Lusail (Lusail-Stadion) \| \| Ergebnis: 3:0 (1:0) \| \| Zuschauer: 67.249 \| \| Schiedsrichter: Jesús Valenzuela ( Venezuela) \| \| Spielbericht \| | CF Pachuca | Aufstellung Real Madrid gegen CF Pachuca |
| Real Madrid                                                               | Thibaut Courtois – Lucas Vázquez (88. Raúl Asencio), Aurélien Tchouaméni, Antonio Rüdiger, Fran García – Federico Valverde, Eduardo Camavinga (61. Dani Ceballos), Rodrygo (70. Luka Modrić), Jude Bellingham (88. Arda Güler), Vinícius Júnior – Kylian Mbappé (61. Brahim Díaz) Cheftrainer: Carlo Ancelotti ( Italien) | Carlos Moreno – Luis Rodríguez Alanís (75. Carlos Sánchez), Sergio Barreto, Andrés Micolta, Bryan González – Elías Montiel, Pedro Pedraza, Nelson Deossa (88. Sergio Hernández), Alán Bautista (75. Ángel Mena), Oussama Idrissi (88. Alexéi Domínguez) – Salomón Rondón Cheftrainer: Guillermo Almada ( Uruguay) | CF Pachuca | Aufstellung Real Madrid gegen CF Pachuca |
| Real Madrid                                                               | 1:0 Kylian Mbappé (37.) 2:0 Rodrygo (53.) 3:0 Vinícius Júnior (84., Elfm.) | | CF Pachuca | Aufstellung Real Madrid gegen CF Pachuca |
| Real Madrid                                                               | Pedro Pedraza (51.), Salomón Rondón (90.+3') | | CF Pachuca | Aufstellung Real Madrid gegen CF Pachuca |
| 18. Dezember 2024 um 20:00 Uhr (18:00 Uhr MEZ) in Lusail (Lusail-Stadion) | | |            |                                          |
| Ergebnis: 3:0 (1:0)                                                       | | |            |                                          |
| Zuschauer: 67.249                                                         | | |            |                                          |
| Schiedsrichter: Jesús Valenzuela ( Venezuela)                             | | |            |                                          |
| Spielbericht                                                              | | |            |                                          |

## Ehrungen

### Adidas Goldener Ball
Der Goldene Ball für den besten Spieler des Turniers ging an den Brasilianer Vinícius Júnior vom Sieger Real Madrid. Der Silberne Ball wurde an den Uruguayer Federico Valverde ebenfalls von Real Madrid vergeben. Den Bronzenen Ball erhielt der Mexikaner Elías Montiel vom Finalisten CF Pachuca.

### Aramco Spieler des Turniers
Den Preis als bester Spieler des Turniers erhielt ebenfalls der Brasilianer Vinícius Júnior von Real Madrid.

## Schiedsrichter
| Verband  | Schiedsrichter   | Assistenten                     | Videoschiedsrichter                                                                   | Vierte Offizielle                   |
| -------- | ---------------- | ------------------------------- | ------------------------------------------------------------------------------------- | ----------------------------------- |
| AFC      | Alireza Faghani  | Anton Shchetinin Ashley Beecham | Khamis al-Marri                                                                       | Abdulrahman al-Jassim Salman Falahi |
| CAF      | Mustapha Ghorbal | Mokrane Gourari Abbes Zerhouni  |                                                                                       | Bamlak Tessema Weyesa               |
| CONCACAF | –                | –                               | Tatiana Guzmán                                                                        | Iván Barton                         |
| CONMEBOL | Jesús Valenzuela | Jorge Urrego Tulio Moreno       | Juan Soto                                                                             |                                     |
| UEFA     | Halil Umut Meler | İbrahim Uyarcan Murat Curbay    | Ivan Bebek Ovidiu Hațegan Marco di Bello Aleandro Di Paolo Rob Dieperink Clay Ruperti | Zorbay Küçük                        |
| UEFA     | Danny Makkelie   | Hessel Steegstra Jan de Vries   | Ivan Bebek Ovidiu Hațegan Marco di Bello Aleandro Di Paolo Rob Dieperink Clay Ruperti |                                     |